# Alof de Wignacourt
Alof de Wignacourt (1547-14 septembre 1622) est le 54e grand maître, de 1601 à 1622 des Hospitaliers de l'ordre de Saint-Jean de Jérusalem.

## Biographie

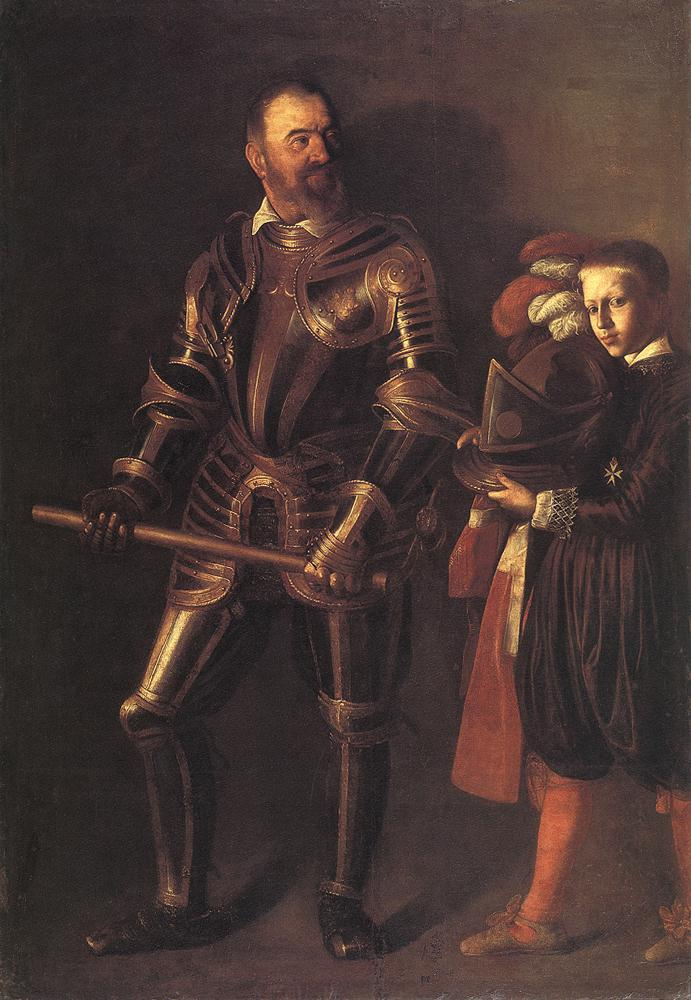
Portrait d'Alof de Wignacourt, peint par le Caravage.

Alof (ou Aloph) de Wignacourt est issu d'une famille noble des Flandres. Il est le fils de Jean de Wignacourt, seigneur de Lisse (ou Lits) et de Marie de La Porte de Vézins.
Wignacourt rejoint l'Ordre en 1564, âgé de dix-sept ans, et appartient à la Langue de France. Il se distingue au Grand Siège de Malte un an plus tard. Il est élu grand maître en 1601.
C'est lui qui accueillit Le Caravage à Malte en 1607 jusqu'à son arrestation et son expulsion de l'Ordre en 1608.
L'année 1614 voit la dernière tentative des Ottomans pour conquérir Malte. Six mille soldats turcs débarquèrent dans la baie de Marsaskala et attaquèrent le village de Żejtun. La troupe de l'Ordre aidée de civils maltais réussit à contenir les Turcs qui durent se retirer, sans un seul mort à déplorer du côté chrétien.
Son armure de parade est l'un des trésors de l'armurerie du palais des grands maîtres à La Valette. L'armure représentée dans le tableau de Caravage n'est pas la sienne, c'est celle connue sous le nom d'armure de Verdelain (le musée de l'Arsenal à Malte expose de nos jours cette armure, en l'attribuant précisément à Verdelain).
Il meurt d'apoplexie pendant une partie de chasse le 14 septembre 1622 à l'âge de 75 ans.

## Le constructeur

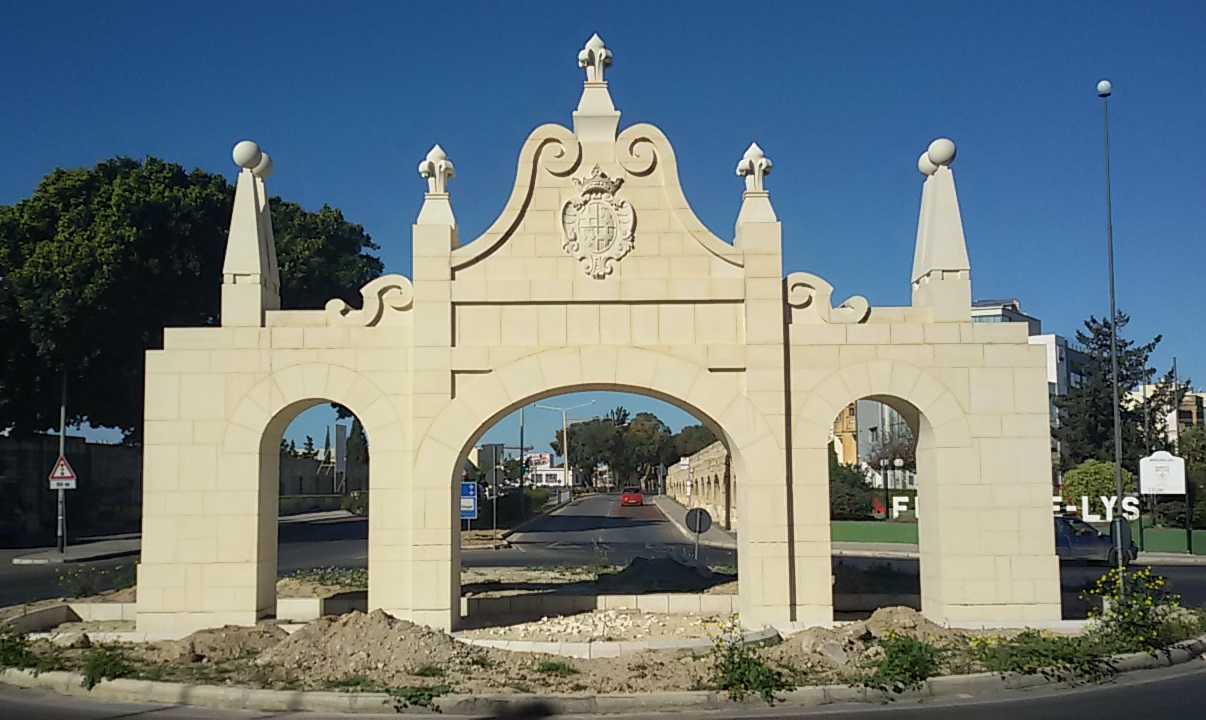
Arc de Wignacourt (reconstruit en 2015)

Son règne a été marqué par la construction de fortifications côtières (les tours Wignacourt), et de l'aqueduc Wignacourt, long de 5,2 km, qui fut une partie du système de canalisation, décidé et en partie financé par Alof de Wignacourt lui-même, pour subvenir aux besoins en eau de la nouvelle capitale La Valette. Entre Birkirkara et Santa Venera, une porte en pierre sur le parcours de l'aqueduc porte le blason de Wignacourt comprenant trois fleurs de lys qui a donné ce nom à la porte. Par association, trois fleurs de lys ornent désormais le blason de la ville de Santa Venera.

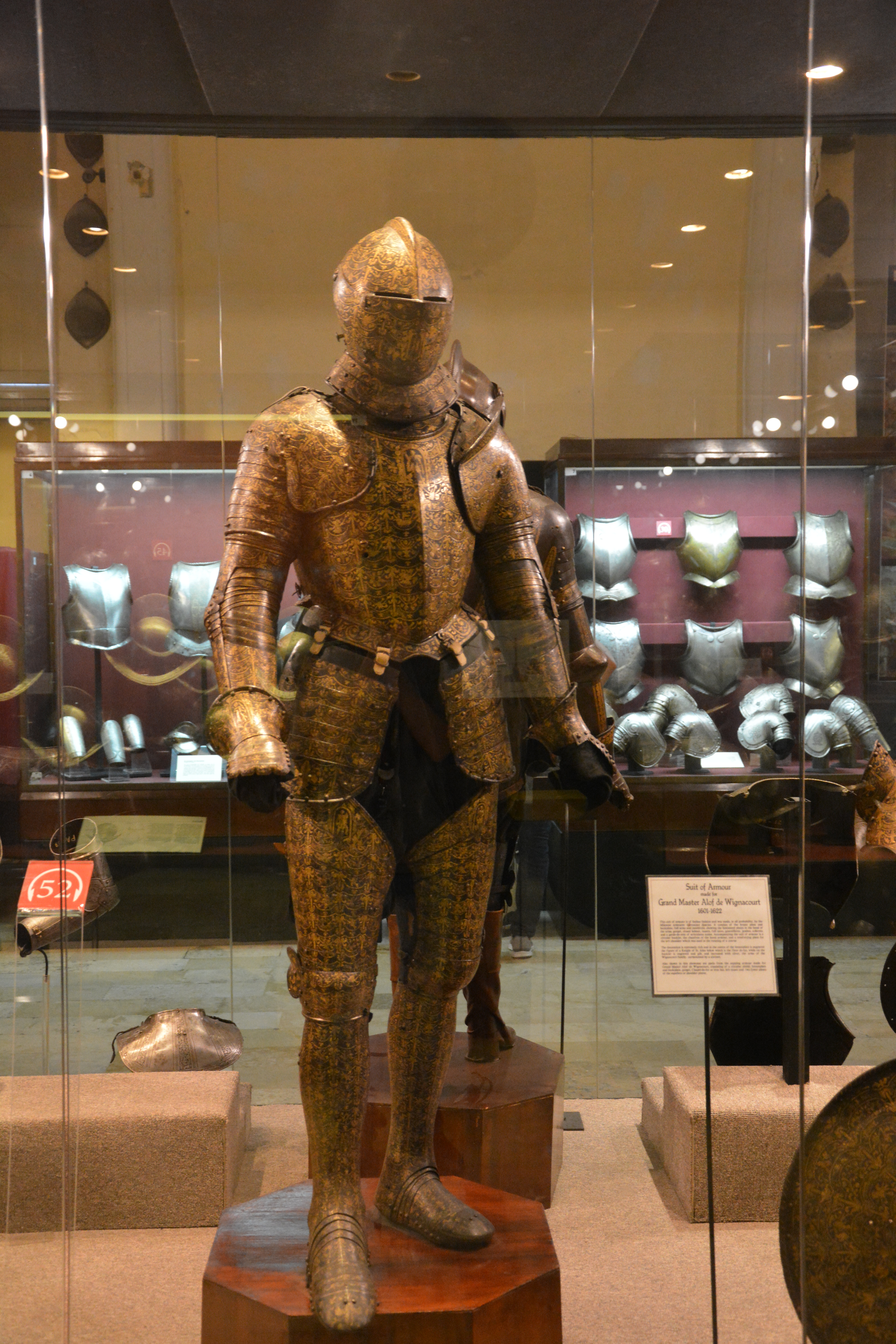
Armure de parade d'Alof de Wignacourt

## Sources bibliographiques
- (en) Cet article est partiellement ou en totalité issu de l’article de Wikipédia en anglais intitulé « Alof de Wignacourt » (voir la liste des auteurs).
- Bertrand Galimard Flavigny (2006) Histoire de l'ordre de Malte, Perrin, Paris
- (en) Thomas Freller & Daniel Cilia, Malta, the Order of St John, Midsea Books  (ISBN 978-99932-7-298-4)